# Sonnenhügel
Sonnenhügel, Osnabrück-Sonnenhügel – dzielnica miasta Osnabrück w Niemczech, w kraju związkowym Dolna Saksonia.